# Дола (Республика Сербская)
Дола (серб. Дола / Dola) — село в общине Билеча Республики Сербской Боснии и Герцеговины. В настоящее время село необитаемо.